# Коварж, Матей
Матей Коварж (чеш. Matěj Kovář; 22 декабря 1840, Здар, Млада-Болеслав — 4 декабря 1934) — чешский педагог, писатель
. Автор школьного учебника грамматики чешского языка.

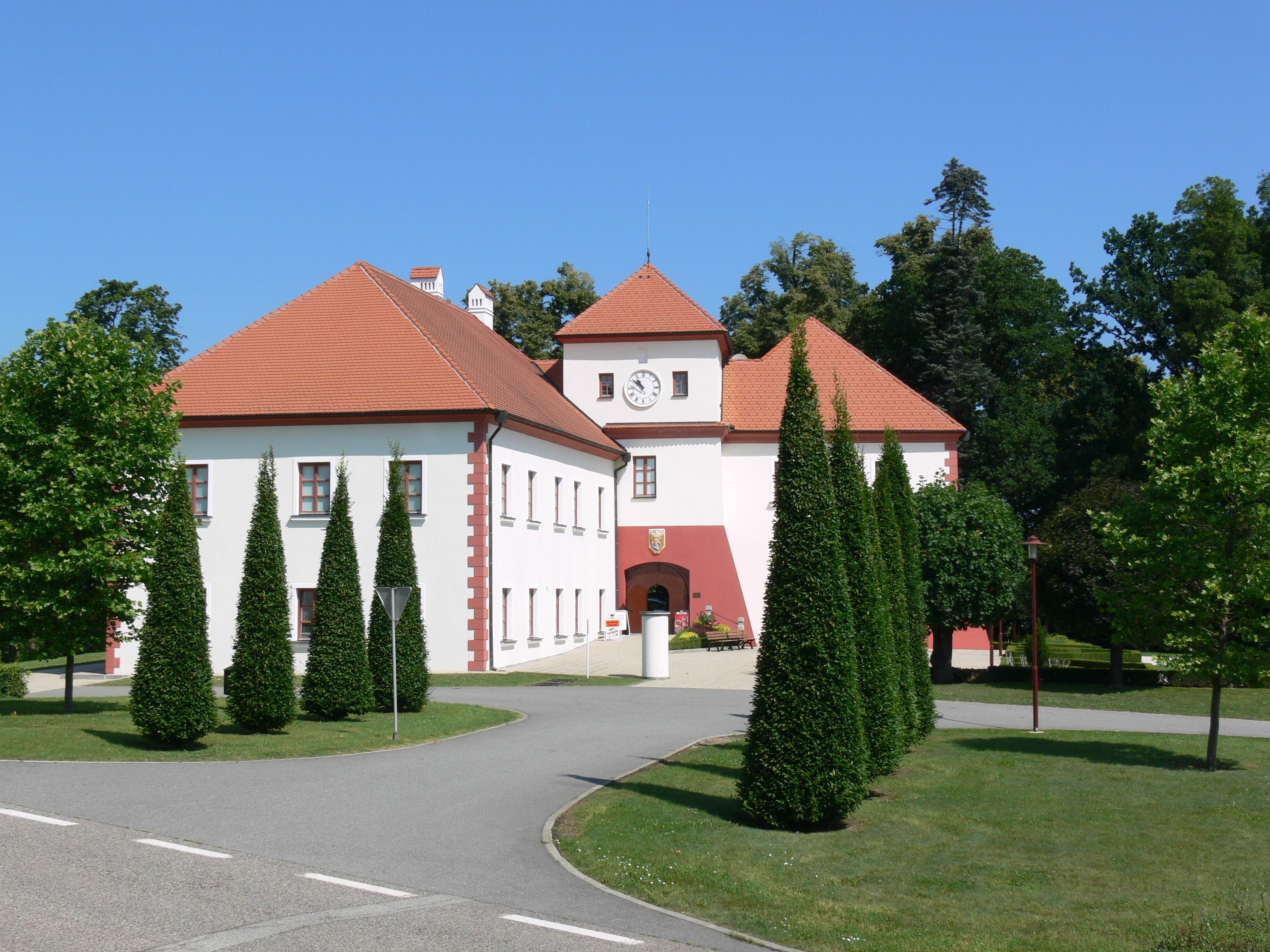
Высоки Градек. Ныне Информационный центр АЭС Темелин АЭС Темелин.

Родился 22 декабря 1840 года в Здаре (Млада-Болеслав). В 1862—1866 гг. учится на Философском факультете Карлова университета, сдаёт экзамены по географии и истории, в 1869 году становится доктором философии. В 1867 году — учитель в частной низшей гимназии Виэховского, в 1869 году преподаёт в высшей женской школе, в 1870 году преподаёт в чешской реальной гимназии в Праге. С 1875 года — действительный учитель в гимназии на улице Тругларжска. В 1914 году вместе с женой Антонией, Яромиром Коваржем (вероятно, братом Матея) и женой брата покупает коттедж Высоки Градек. В скале к северу от замка Коварж прорывает пещеру, в которой ставит статую Девы Марии. К статуе были приложены камень и глина из Лурда, за которыми религиозный Коварж специально ездил во Францию. В 1925 году Коварж продаёт замок и уезжает в Словакию, где живёт на ферме у своего сына в Яблоне в районе Гуменне. Умер в 1934 году, похоронен на кладбище деревни Вшень в районе Семили.
Главные труды: элегии «Za našim Ladislavem» (1899), молитвы «Struny posvátné» (1891), рождественская опера «Narozeni Pánĕ» (1893), сборник стихотворений «Kviti z vlastf luhů» (1896). Писал книги по чешскому языку и истории, статьи в патриотические журналы. С 1894 года был главным редактором журнала «Sborník Historického kroužku». Был крёстным отцом Ярослава Гашека.

## Работы
- Matěj Kovář. Mluvnice česká pro nižší třídy středních škol. — Praha: Theodor Mourek, 1875. — 306 p.
- Matěj Kovář. Mluvnice jazyka německého pro české školy střední i odborné. — J. Mercy, 1877. — 272 p.
- Matěj Kovář. Za naším Ladislavem: elegie v upomínku jeho spolužákům a přátelům i všem truchlícím rodičům. — 1889. — 57 p.
- Matěj Kovář. Kvítí z vlastí luhů. — Cyrillo-Methodějská knihtiskárna a nakladatelství V. Kotrba, 1896.
- Matěj Kovář. Vonný dech vánoc: zpěvohra o čtyřech obrazích. — Vlast, 1902. — 39 p.
- Matěj Kovář. O císaři Karlu IV., otci vlasti. — Vlast, 1907. — 16 p.

### Комментарии
1. ↑  Так в Otto 1899. Согласно Sudová 2009 — в 1852—1855 гг.
2. ↑  Так в Otto 1899, Večerka 2008. Согласно Sudová 2009 — в 1859 г.